# The Final Riot!
The Final Riot! è un album dal vivo dei Paramore, pubblicato il 25 novembre 2008.
Il CD+DVD contiene, oltre al concerto della band del 12 agosto 2008 tenutosi a Chicago, un documentario denominato 40 Days of Riot!.

## Tracce
1. Born for This – 5:46
2. That's What You Get – 3:34
3. Here We Go Again – 4:10
4. Fences – 3:31
5. Crushcrushcrush – 3:15
6. Let the Flames Begin – 5:38
7. When It Rains – 4:04
8. My Heart – 5:31
9. Decoy – 3:14
10. Pressure – 3:02
11. For a Pessimist, I'm Pretty Optimistic – 4:27
12. We Are Broken – 5:25
13. Emergency – 5:22
14. Hallelujah – 4:57
15. Misery Business – 4:40

## Edizione limitata
Esiste una versione limitata che contiene un libretto di 36 pagine, foto e contenuti bonus, una galleria fotografica nel DVD e il video ufficiale in esclusiva della canzone Let the Flames Begin.

## Curiosità
- Durante la traccia 14, Hayley Williams esegue un estratto della canzone Hallelujah di Leonard Cohen.

## Formazione
- Hayley Williams – voce, tastiera
- Josh Farro – chitarra solista, voce secondaria, basso in We Are Broken
- Jeremy Davis – basso, percussioni in We Are Broken
- Zac Farro – batteria, percussioni
- Taylor York – chitarra ritmica, percussioni, glockenspiel in We Are Broken

## Classifiche
| Classifica (2008)          | Posizione massima |
| -------------------------- | ----------------- |
| Australia                  | 38                |
| Regno Unito                | 153               |
| Regno Unito (rock & metal) | 18                |
| Stati Uniti                | 88                |
| Stati Uniti (alternative)  | 15                |
| Stati Uniti (rock)         | 22                |
| Classifica (2009)          | Posizione massima |
| Finlandia                  | 31                |
| Giappone                   | 256               |
| Messico                    | 47                |

## Date di pubblicazione
| Paese       | Data             |
| ----------- | ---------------- |
| Regno Unito | 24 novembre 2008 |
| Stati Uniti | 25 novembre 2008 |
| Australia   | 29 novembre 2008 |
| Brasile     | 6 dicembre 2008  |
| Colombia    | 8 dicembre 2008  |